# Mónica Randall
Aurora Julià i Sarasa, conosciuta artisticamente come Mónica Randall (Barcellona, 18 novembre 1942), è un'attrice spagnola, che ha recitato in più di 100 film e serie televisive dal 1963.
In campo televisivo ha ricevuto due candidature ai fotogrammi d'argento.

## Filmografia parziale

### Cinema
- Gli eroi del West, regia di Steno (1963)
- Gli eroi di Fort Worth, regia di Herbert Martin (1965)
- Per un pugno nell'occhio, regia di Michele Lupo (1965)
- 100.000 dollari per Ringo, regia di Alberto De Martino (1965)
- 002 Operazione Luna, regia di Lucio Fulci (1965)
- I due parà, regia di Lucio Fulci (1965)
- Brillante porvenir, regia di Vicente Aranda e Román Gubern (1965)
- Mark Donen agente Zeta 7, regia di Giancarlo Romitelli (1966)
- Ringo e Gringo contro tutti, regia di Bruno Corbucci (1966)
- Sicario 77, vivo o morto regia di Mino Guerrini (1966)
- Surcouf, l'eroe dei sette mari, regia di Sergio Bergonzelli e Roy Rowland (1966)
- Il grande colpo di Surcouf, regia di Sergio Bergonzelli e Roy Rowland (1966)
- Superargo contro Diabolikus, regia di Nick Nostro (1966)
- I cinque della vendetta, regia di Aldo Florio (1966)
- L'uomo dal pugno d'oro (El hombre del puño de oro), regia di Jaime Jesús Balcázar (1967)
- Professionisti per un massacro, regia di Nando Cicero (1967)
- Occhio per occhio, dente per dente, regia di Miguel Iglesias (1967)
- La lunga notte di Tombstone (Cronica de un Atraco), regia di Jaime Jesus Balcazar (1968)
- Tutto per tutto, regia di Umberto Lenzi (1968)
- Giugno '44 - Sbarcheremo in Normandia, regia di León Klimovsky (1968)
- Il corsaro nero, regia di Lorenzo Gicca Palli (1971)
- Sole rosso (Soleil Rouge), regia di Terence Young (1971)
- Mio caro assassino, regia di Tonino Valerii (1972)
- I tre del mazzo selvaggio (Pancho Villa), regia di Eugenio Martín (1972)
- El monte de las brujas, regia di Raúl Artigot (1972)
- Sei una carogna... e t'ammazzo!, regia di Manuel Esteba (1972)
- Cría cuervos, regia di Carlos Saura (1976)
- Così come sei, regia di Alberto Lattuada (1978)
- La escopeta nacional, regia di Luis García Berlanga (1978)